# Poro (Insel)
Poro ist eine philippinische Insel in der Provinz Cebu.
Sie gehört zur Gruppe der Camotes-Inseln im Norden der Camotes-See und liegt zwischen den Inseln Cebu und Leyte. Im Süden befindet sich die Insel Bohol.
Poro misst fast 20 km in Ost-West- und 15 km in Nord-Süd-Richtung.
Mit der unmittelbar im Westen gelegenen Nachbarinsel Pacijan war sie bereits vor über 100 Jahren mit einer Brücke verbunden, heute trennt nur noch ein schmaler Meeresarm die beiden Insel. Im Nordosten liegt die Insel Ponson.
Auf Poro gibt es zwei Stadtgemeinden: das gleichnamige Poro sowie Tudela, deren Siedlungsschwerpunkte beide an der Südküste der Insel liegen.
Der Name der Insel ist abgeleitet vom warayischen Wort puro und bedeutet Insel.
Nur in der Siedlung Poro wird die Sprache Porohanon – oder Camotes Visayan – gesprochen, das sehr dem Cebuano ähnelt.